# Объединённые Сейшелы
«Объединённые Сейшелы» (сейшельский креольский: Seychelles unies, англ. United Seychelles) — политическая партия левого толка на Сейшельских островах, ведущая свою историю от 1964 года.
Первоначально носила название Объединённая партия народа Сейшельских Островов (Parti Populaire Uni Seychellois, Seychelles People’s United Party), в 1977 году стала правящей и была преобразована в Прогрессивный фронт народа Сейшельских Островов (фр. Front Progressiste du Peuple Seychellois, Seychelles People’s Progressive Front). Под этим названием просуществовала до июня 2009 года, когда сменила название на Народную партию (сейшельский креольский: Parti Lepep, PL). В ноябре 2018 года партия снова сменила название, уже на текущее.
Высший орган партии — общенациональный съезд, в промежутках между проведением которого её возглавляет Центральный исполнительный комитет, избираемый на 3 года. При партии существует женская и молодёжная лиги, а во время однопартийной системы она также руководила профсоюзами. Партия издаёт газету под названием «The People».

## История

### Объединённая партия народа Сейшельских островов: борьба за независимость
Объединённая партия народа Сейшельских островов была первой в этой стране, ещё её в бытность колониальным владением Великобритании. Она была основана в июне 1964 года группой прогрессивно настроенной молодёжи во главе с Франсом-Альбером Рене, который руководил ею с момента её создания. После избрания в законодательную ассамблею колонии (1965 год) Рене вместе с соратниками по партии вёл активную борьбу за предоставление Сейшелам самоуправления, а затем и независимости.
На протяжении 13 лет — сперва при колониальном режиме, а затем в период пребывания при власти правительства Сейшельской демократической партии во главе с Джеймсом Мэнчемом — ОПНС была практически лишена возможностей беспрепятственно вести политическую деятельность и пропаганду своих идей. Несмотря на это, на выборах 1967 года отстала от правящей партии всего на полторы сотни голосов, получив 48,2 %. Избирательная система также была не в пользу ОПНС, поэтому хотя на выборах 1974 года количество отданных за партию голосов возросло до 47,6 % с 44 % в 1970 году, она получила на 3 депутатских мандата меньше, сократив своё представительство в Национальном собрании (Национальной ассамблее) до 2 из 15 членов. Организация африканского единства в 1972 году признала антиколониальную ОПНС единственным законным представителем народа Сейшельских островов.

Логотип ОПНС с 1964 по 1991 год

В 1975 году в коалиционном колониальном правительстве Сейшел Рене стал министром общественных работ, а после получения Сейшелами независимости от Британии в 1976 году был назначен премьер-министром в правительстве своего оппонента, президента Дж. Мэнчема.

### Прогрессивный фронт народа Сейшельских островов: правящая партия
4-5 июня 1977 года, менее чем через год после получения независимости Сейшел, сторонники Рене совершили бескровный государственный переворот (погибли по одному повстанцу и полицейскому) и он был провозглашён президентом страны. Считается, что Рене согласился занять пост президента на трех условиях: гарантировать безопасность политических деятелей, сохранить в силе международные соглашения и запланировать выборы на 1978 год (в итоге они состоялись в 1979 году). После переворота Рене объявил, что он не коммунист советского типа, а «социалист Индийского океана» (в целом ориентировавшийся на танзанийского президента Джулиуса Ньерере с его африканским социализмом). Тем не менее, вскоре провозгласил курс на однопартийность, закреплённую в конституции 1979 года.
В итоге, ОПНС / ПФНС стала единственной легальной партией в стране с 1979 по 1991 год (этот период ретроспективно именуется «Второй республикой»), а в целом она и её преемницы оставались правящей политической силой с 1977 по 2020 год. Её статус обосновывался на II съезде в 1978 году тем, что партия выполнила поставленные перед ней цели, поэтому в интересах национального единства и для привлечения всего народа островов к участию в строительстве социалистического общества преобразуется в Прогрессивный фронт.
Устав ПФНС называл его основными задачами сохранение экономической и политической независимости страны, развитие народной демократии и укрепление единства нации без социальной, экономической, религиозной или расовой дискриминации, а конечной целью — «социалистическое государство, в котором всем гражданам будут предоставлены равные возможности и гарантированы основные жизненные потребности, присущие современному обществу».
Соответственно, правительство ПФНС принялось искоренять неравенство в трудовых отношениях и социальной сфере. Были резко сокращены диспропорции в заработной плате, введены программы всеобщей занятости и социального страхования, проведены реформы в области образования (страна стала почти поголовно грамотной), жилищной политики и здравоохранения (детская смертность снизилась до уровня европейских стран с высокоразвитой медициной). Хотя страну покидали опасавшиеся экспроприаций крупные собственники, сферы туризма и рыболовства испытали быстрый рост. По сравнению с 1960-ми годами доход на душу населения вырос в 7 раз до $5000 в 1992 году. В итоге Сейшельские острова добилась одного из самых высоких в Африке показателей уровня жизни населения.
Во внешней политике партия в эпоху однопартийного правления и «Холодной войны» придерживалась курса «позитивного нейтралитета», поддерживала национально-освободительные движения и осуждала апартеид в ЮАР. Чрезвычайный съезд ПФНС 24 февраля 1980 года выражал озабоченность усиливающейся милитаризацией Индийского океана и осудил западные страны, наращивающие своё присутствие в регионе. Партия финансировалась не только за счет членских взносов, уплачиваемых её членами, но и благодаря поддержке дружественных правительств иностранных государств, включая Танзанию, Алжир, Ливию и Восточную Германию.

### К Народной партии и «Объединённым Сейшелам»: многопартийность

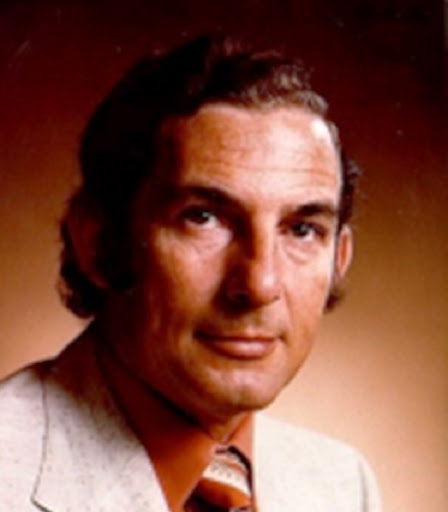
Франсуа-Альбер Рене в 1970-х

Франс-Альбер Рене впредь избирался на пост президента в 1979[en], 1984[en], 1989[en], 1993[en], 1998[en] и 2001[en] годах. В 1991 году он и его партия согласились на проведение свободных выборов, а также отказались от марксизма, сохранив в качестве идейной базы демократический социализм. Помимо Рене, ведущими членами партии на протяжении многих лет были Джеймс Мишель (бывший начальник штаба вооруженных сил, министр информации, министр финансов и вице-президент с 1996 по 2004 год; президент Сейшельских островов с 2004 по 2016 год), Ги Синон (генеральный секретарь ПФНС), Жак Одуль (бывший министр иностранных дел, считавшийся главным идеологом партии), Жозеф Бельмонт (бывший вице-президент Сейшельских островов) и Максим Феррари (бывший сторонник Рене, который позже поддержал оппозицию и написал автобиографию).
Лидером партии с июня 2017 года является бывший вице-президент Сейшельских островов Винсент Меритон. Он является третьим председателем (президентом) партии с момента её создания в 1964 году. Меритону предшествовал Джеймс Мишель, сменивший Рене в 1984 году.
Партия имеет отделения в каждом избирательном округе и использует разветвлённую систему патронажа. Партия располагала большинством в Национальном собрании до 2016 года. На парламентских выборах 2011 года партия получила 88,56 % голосов избирателей и все 31 место в Национальном собрании. После парламентских выборов 2016 года этот показатель упал до 49,22 % и 14 (из 33) мест в Национальном собрании, в результате чего партия впервые оказалась в парламентской оппозиции, но сохранила правительство меньшинства.
С 1993 года (после легализации оппозиционных партий) по 2011 год кандидаты от партии выигрывали все президентские выборы в первом туре, при этом в 2016 году их кандидат победил во втором туре, а в 2020 году впервые проиграл. Тогда кандидат от оппозиции Вейвел Рамкалаван победил действующего президента от «Объединённых Сейшел» Дэнни Фора, набрав 54,9 % действительных голосов. Таким образом, партия проиграла свои первые президентские выборы за более чем 40 лет с момента обретения Сейшельскими Островами независимости. «Объединенные Сейшелы» также потерпели поражение на одновременных выборах в Национальную ассамблею, а оппозиционная коалиция «Демократический союз Сейшел» (Linyon Demokratik Seselwa, LDS) получил явное большинство в парламенте.
После того, как Винсент Меритон покинул пост председателя партии, новым лидером в 2021 году был избран Патрик Эрмини. В октябре 2023 года прокуратура Сейшельских островов предъявила Эрмини обвинение в колдовстве или знахарстве. Он отверг обвинения и назвал их политически мотивированными.

## Электоральная история

### Выборы президента
| Выборы | Кандидат от партии  | Голоса     | %          | Голоса     | %          | Результат |
| Выборы | Кандидат от партии  | Первый тур | Первый тур | Второй тур | Второй тур | Результат |
| ------ | ------------------- | ---------- | ---------- | ---------- | ---------- | --------- |
| 1979   | Франс-Альбер Рене   | 26 390     | 98 %       | -          | -          | Избран    |
| 1984   | Франс-Альбер Рене   | 32 883     | 92,6 %     | -          | -          | Избран    |
| 1989   | Франс-Альбер Рене   | 37 703     | 96,1 %     | -          | -          | Избран    |
| 1993   | Франс-Альбер Рене   | 25 627     | 59,5 %     | -          | -          | Избран    |
| 1998   | Франс-Альбер Рене   | 31 048     | 66,7 %     | -          | -          | Избран    |
| 2001   | Франс-Альбер Рене   | 27 223     | 54,2 %     | -          | -          | Избран    |
| 2006   | Джеймс Аликс Мишель | 30 119     | 53,73 %    | -          | -          | Избран    |
| 2011   | Джеймс Аликс Мишель | 31 966     | 55,46 %    | -          | -          | Избран    |
| 2015   | Джеймс Аликс Мишель | 28 911     | 47,76 %    | 31 512     | 50,15 %    | Избран    |
| 2020   | Дэнни Фор           | 28 178     | 43,51 %    | -          | -          | Поражение |

### Выборы в Национальное собрание
| Выборы | Лидер партии      | Голоса | %       | Места    | +/-  | Место | Результат                      |
| ------ | ----------------- | ------ | ------- | -------- | ---- | ----- | ------------------------------ |
| 1967   | Франс-Альбер Рене | 8,621  | 48,2 %  | 3 из 8   | ▲ 3  | ▲ 2-е | Оппозиция                      |
| 1970   | Франс-Альбер Рене | 15 834 | 44,1 %  | 5 из 15  | ▲ 2  | ▬ 2-е | Оппозиция                      |
| 1974   | Франс-Альбер Рене | 19 920 | 47,63 % | 2 из 15  | ▼ 3  | ▬ 2-е | Оппозиция                      |
| 1979   | Франс-Альбер Рене |        | 98 %    | 23 из 25 | ▲ 21 | ▲ 1-е | Единственная правящая партия   |
| 1983   | Франс-Альбер Рене | 20,705 | 100 %   | 23 из 25 | ▬    | ▬ 1-е | Единственная правящая партия   |
| 1987   | Франс-Альбер Рене | 28 410 | 100 %   | 23 из 25 | ▬    | ▬ 1-е | Единственная правящая партия   |
| 1992   | Франс-Альбер Рене | 24 538 | 58,4 %  | 14 из 22 | ▼ 9  | ▬ 1-е | Правительство большинства      |
| 1993   | Франс-Альбер Рене | 24 462 | 56,6 %  | 27 из 33 | ▲ 13 | ▬ 1-е | Правительство супербольшинства |
| 1998   | Франс-Альбер Рене | 28 610 | 61,7 %  | 30 из 34 | ▲ 3  | ▬ 1-е | Правительство супербольшинства |
| 2002   | Франс-Альбер Рене | 28 075 | 54,27 % | 23 из 34 | ▼ 7  | ▬ 1-е | Правительство супербольшинства |
| 2007   | Джеймс Мишель     | 30 571 | 56,76 % | 23 из 34 | ▬    | ▬ 1-е | Правительство супербольшинства |
| 2011   | Джеймс Мишель     | 31 123 | 88,56 % | 31 из 31 | ▲ 8  | ▬ 1-е | Правительство супербольшинства |
| 2016   | Джеймс Мишель     | 30 218 | 49,22 % | 14 из 33 | ▼ 17 | ▼ 2-е | Правительство меньшинства      |
| 2020   | Винсент Меритон   | 27 185 | 42,35 % | 10 из 33 | ▼ 4  | ▬ 2-е | Оппозиция                      |